# Hillsboro Pines
Hillsboro Pines est une census-designated place du comté de Broward, dans l'État de Floride, aux États-Unis,. En 2020, elle compte une population de 496 habitants.